# Hannover Re
Hannover Re (нем. Hannover Rück) — немецкая перестраховочная компания с листингом на фондовой бирже и штаб-квартирой в Ганновере. Компания была образована из «Акционерного общества по транспорту и перестрахованию» (ATR), основанного в 1966 году, и является третьим крупнейшим перестраховщиком в мире.

## История
Дата основания Hannover Re — 6 июня 1966 года..
В 1970-х годов Hannover Re вышла на рынки США и Японии. В 1981 году компания впервые приобрела иностранную страховую группу — Hollandia Group (сегодня — Hannover Re Group Africa), а позднее, в 1990 году, была приобретена компания Hamburger Internationale Rückversicherungs-AG.
В 1994 году акции Hannover Re были размещены на фондовой бирже. В 1996 году в состав Hannover Re Group вошла компания Eisen und Stahl Rück. С тех пор Hannover Re занимается обслуживанием зарубежных страховых рынков, а Eisen und Stahl Rück (сегодня E+S Rück) осуществляет деятельность на немецком страховом рынке.
В связи с ростом ориентирования на международные рынки, в 2013 году её организационного-правовая форма была изменена на Societas Europaea (Европейское Общество). С тех пор Hannover Re осуществляет свою деятельность под наименованием Hannover Rück SE.
В 2019 году произошла смена генерального директора Hannover Re. Жан-Жак Аншо сменил на этом посту Ульриха Валлина.

## Деятельность
Размер страховых премий за 2020 год составил 24,77 млрд евро, из них две трети пришлось на перестрахование страховщиков имущества и от несчастных случаев, треть — на страховщиков жизни и медицинского страхования. Инвестиционный доход составил 1,69 млрд евро. На страховые выплаты пришлось 16,78 млрд евро расходов. По размеру страховых премий основными рынками являются США (7,06 млрд евро), Великобритания (3,41 млрд евро), Германия (1,75 млрд евро), Австралия (1,65 млрд евро), Франция (1,1 млрд евро).
Зарубежные отделения имеются в Шанхае, Париже, Куала-Лумпуре, Сиднее, Торонто, Стокгольме, Гонконге, Лондоне, Манаме, Мумбаи и Сеуле (в порядке убывания принесённых ими страховых премий). Дочерние компании есть в США, ЮАР, Великобритании, Канаде, Эквадоре, Польше, Чехии, Румынии, Венгрии, Люксембурге, Ирландии, Швейцарии, Италии, Исрании, Швеции, Франции, Кипре, Бахрейне, Индии, Малайзии, Японии, Австралии, Мексике, Бразилии, Бермудских островах, Каймановых островах